# Vorotynskij rajon
Il Vorotynskij raion (in russo Воротынский район?) è un rajon dell'oblast' di Nižnij Novgorod, nella Russia europea. Nell'ambito dell'organizzazione dell'autogoverno locale, corrisponde al circondario urbano di Vorotynskij. Il centro amministrativo è l'insediamento operaio di Vorotinec.